# Sergio Verdinelli
Sergio Verdinelli (n. Buenos Aires; 12 de diciembre de 1976) es un músico, baterista y docente argentino, orientado al jazz y al rock, que se desempeñó en las bandas de Fito Páez, Illya Kuryaki and the Valderramas y Luis Alberto Spinetta.

## Biografía
Nació el 12 de diciembre de 1976 y comenzó sus estudios de batería a los 10 años. En su adolescencia tuvo como maestro a Pepi Taveira y más tarde se formó en armonía y composición con Ernesto Jodos, Mono Fontana y Enrique Norris, entre otros. A lo largo de su carrera ha participado en proyectos musicales muy variados, pasando por el rock, el jazz y el folklore argentino.
Desde el 2002 lidera su propio proyecto musical acompañado por diversos músicos entre los que se encuentran Ernesto Jodos, Patricio Carposi, Mariano Otero, Juan Pablo Arredondo y Rodrigo Domínguez. Lleva grabados dos discos: Primo (Buri, 2005) y Sicomoro (Buri, 2009).
Desde 2004 en adelante fue integrante del grupo de Luis Alberto Spinetta. Acompañó a Fito Páez durante 3 años y fue parte de los Illia Kuryaki entre los años 1991 a 1995 y 1997 a 2000.  Trabaja actualmente en distintos proyectos con Pepi Taveira, Rodrigo Domínguez, Juan Cruz de Urquiza, Ernesto Jodos, Mariano Otero, Luis Natch, Hernán Merlo, Ramiro Flores, Hernán Jacinto, Diego Urbano, Patricio Carpossi y Richard Nant entre otros.
En la última edición del Festival Buenos Aires Jazz, en diciembre de 2009, acompañó al destacado guitarrista Steve Cárdenas.
También participó de variados proyectos musicales junto a músicos como Emmanuel Horvilleur, Dante Spinetta, Guillermo Klein, Enrique Norris, Juan Carlos Baglietto, Marcelo Outfraind, Hernán Jacinto, Mariana Baraj. Fue parte del último trabajo del contrabajista Hernán Merlo "Consin", editado por el prestigioso sello español Fresh Sound.
Como docente se desempeña desde el año 2006 como Jefe de Cátedra en la Carrera de Tecnicatura de Jazz en el Conservatorio de la Ciudad de Buenos Aires "Manuel de Falla". También formó parte de la Escuela de Música Contemporánea de Buenos Aires. 
En diciembre de 2005 recibió el Premio “Clarín” elegido como “Artista Revelación de Jazz”. Desde el año 2007 es honrado con el Endorsee de Baterías Gretsch y desde el año 2000 con el de los platillos Istanbul.

## Discografía

### Con Illya Kuryaki and the Valderramas
- Fabrico cuero (1991)
- Horno para calentar los mares (1993)
- Versus (1997)
- Leche (1999)

### Con Luis Alberto Spinetta
- Pan, 2006 (integrando la banda de Luis Alberto Spinetta)
- Un mañana, 2008 (integrando la banda de Luis Alberto Spinetta)
- Spinetta y las Bandas Eternas, 2009 (integrando la banda de Luis Alberto Spinetta)

## Premios
- 2005: Premio Clarín como “Artista Revelación de Jazz”.
- 2009: Premios Carlos Gardel al mejor álbum del año y al mejor álbum de rock por Un mañana.
- 2009: Nominado Grammy Latino en la categoría "Mejor Álbum de Rock Vocal", por Un mañana.